# 那加兰邦
那加兰邦（拉丁字母转写：Nāgāland）是印度的一个邦，位于印度东北部的喜马拉亚山脉，西连阿萨姆邦，南接曼尼普尔邦。该邦名称“那加兰”字面意为“那加人（居住的）地方”，而這些「那加人」自稱為「龍族」的後人（Nāgā就是「龍」的意思）。作为在1963年12月1日从阿萨姆邦里面划出来的一个新邦，那加兰邦是印度的第16个邦。那加兰邦是印度四個以基督教为主的邦之一，超过90%的人口为基督徒，少数人信仰印度教。

## 人口
那加人主要为蒙古人种，而且使用语言众多，至少有30种，均属于汉藏语系。那加语言被分为5个主要语支：
- 孔亚克语支（该语支和景颇语同属萨尔语群）
  - 包括：chang、phom、konyak、khiamngan、wancho、tangsa
- 奥语支（Ao languages）
  - 包括：ao chungli、ao mongsen、lhota、sangtam、yimchunrü
- 安加米-波丘里语支（Angami-Pochuri languages）
  - 包括：angami、mao、pochuri、rengma、simi、kheza
- 泽梅语支（Zeme languages）
  - 包括：zeme、liangmai、nruangmei、khoirao、puiron、maram
- 唐库尔语支（Tangkhul languages）

后四个语支传统上归为库基-钦-那加语言。
那加人一般在家里使用自己本部落的语言，在和其他部落接触时主要使用那加兰语（Nagamese，即阿萨姆语的简化方言）和英语。和近些年来，当地中学中开设了印地语课。

那加蘭邦地圖

那加兰邦是个山邦，大部分地区是崇山峻岭，道路多为羊肠小道，交通不便。全邦有860个村庄，村与村相距甚远，村庄大都建在山顶上或山坡上。
那加人有不少村落至今仍保存着原始部落时代的生活方式。由于在印度受英国殖民统治期间受过不少苦头，所以对于外来陌生人，起初总是持怀疑态度，存有戒心，保持一定距离。只有在他们认为对方是好人而不是敌人的时候，才会表示热情欢迎，给以盛情招待。

## 經濟
该邦以农业为主，主要农作物有水稻、黄麻、棉花、甘蔗和烟草等。盛产香蕉。主要矿产资源有煤、石油和金等。该邦小型工业和乡村手工业较发达，生产不少手工艺品。

### 主要經濟走向
下表是表示那加兰邦邦內生產總值 估計由印度統計和計畫部門所公佈的資料，單位為百萬印度盧比。
| 年份   | 那加兰邦邦內生產總值 |
| ------ | -------------------- |
| 1980年 | 1,027                |
| 1985年 | 2,730                |
| 1990年 | 6,550                |
| 1995年 | 18,140               |
| 2000年 | 36,790               |